# Индийско-камбоджийские отношения
Индийско-камбоджийские отношения — двусторонние дипломатические отношения между Индией и Камбоджей, в последний раз установленные 7 июня 1980 года. В 2015 году импорт Индии из Камбоджи составил 10,0 млн долларов В 2015 году экспорт Индии в Камбоджу составил 116,1 млн долларов.

## История
Индия отказалась признавать режим Пол Пота и одобрила ввод вьетнамских войск в Камбоджу. 7 июня 1980 года Индия признала Народную Республику Кампучию и установила с ней дипломатические отношения. Индия не приняла участия в международной конференции по Камбодже, проводимой ООН в июле 1981 года, против которой выступил Вьетнам.

## Экономические отношения
В 2002 году Индия и Камбоджа подписали торговое соглашение. В 2005 году импорт Индии из Камбоджи составил 0,2 млн долларов. В 2005 году экспорт Индии в Камбоджу составил 17,1 млн долларов. В 2010 году импорт Индии из Камбоджи составил 8,1 млн долларов. В 2010 году экспорт Индии в Камбоджу составил 52,6 млн долларов. В 2015 году импорт Индии из Камбоджи составил 10,0 млн долларов. В 2015 году экспорт Индии в Камбоджу составил 116,1 млн долларов.